# Zebeeba dardoinula
Zebeeba dardoinula là một loài bướm đêm trong họ Erebidae.